# Австралийски център за съвременно изкуство
Австралийският център за съвременно изкуство (на английски: Australian Centre For Contemporary Art) е художествена галерия в Мелбърн, Австралия, насочена към съвременното изкуство. Разположена е в Мелбърнския квартал на изкуствата в района Саутбанк.
Центърът се помещава в завършена през 2002 година сграда, проектирана от местното архитектурно бюро Ууд Марш и отличаваща се с кафявото покритие от патинираща стомана и характерните за деконструктивизма неправилни форми. Тя се намира в непосредствена близост до театъра Малтхаус, специализиран в съвременните сценични изкуства, с който споделят общ вътрешен двор.